# Собор Рождества Христова (Новокузнецк)
Собо́р Рождества́ Христо́ва — православный храм в городе Новокузнецке Кемеровской области. Крупнейший собор Кузбасской митрополии Русской православной церкви. Высота храма 52 м.
Собор построен как мемориал 67 шахтёрам, погибшим 2 декабря 1997 года на шахте «Зыряновская». Помимо своего основного предназначения, служит студенческим храмом при Кузбасской православной духовной семинарии, где будущие священнослужители набираются опыта для своего дальнейшего служения.

## История строительства
4 июля 1998 года на месте будущего храма был заложен камень, однако строительство началось лишь летом 2000 года.
Как гласит текст памятной доски на северной стене Храма:

«Храм Рождества Христова в городе Новокузнецке Милостию Божией, по инициативе Губернатора Кемеровской области А. Тулеева и по Благословению Высокопреосвященнейшего архиепископа Софрония, первого управляющего Кемеровской и Новокузнецкой епархией, возведен в Память обо всех погибших шахтерах Кузбасса. Строительство было начато в 2000 году в Орджоникидзевском районе в связи с тем, что здесь 2 декабря 1997 года на шахте „Зыряновская“ погибли 67 горняков. Финансовые трудности не давали возможности быстро завершить работы. Но люди молились и верили, что Господь не оставит это Святое Дело. В 2008 году, по совместному решению Губернатора А. Тулеева и управляющего Кемеровской епархией епископа Аристарха, строительство возобновилось. Деньги на храм собирали поистине всем миром. Огромное желание, финансовая поддержка угольных компаний, подвижнический человеческий труд позволили завершить строительство. 23 августа 2012 года, в канун Дня шахтера, митрополит Кемеровский и Прокопьевский Аристарх совместно с духовенством области совершил благодарственный молебен по окончании строительства, и в храме начались богослужения. Да поддержит Господь силы родственников погибших шахтеров, дарует Радость Воскресения и ниспошлет Благополучие Земле Кузнецкой и всем её жителям!»— Официальный сайт Русской православной церкви.
Вскоре после трагедии Председатель Правительства России Виктор Черномырдин дал обещание помочь семьям погибших шахтёров, а также построить православный храм в Новокузнецке. В 2000 году денежные средства были выделены из федерального бюджета, принято решение о строительстве мемориального комплекса в Орджоникидзевском районе Новокузнецка вблизи Кузбасской Православной Духовной семинарии, разработан архитектурный проект будущего храма.
В начале 2001 года строительная компания «Южкузбасстрой» приступила к строительству храма, однако уже к концу года работы были приостановлены на нулевом цикле ввиду отсутствия финансирования. В течение последующих семи лет вдовы и матери погибших шахтёров обращались к администрациям города Новокузнецка и Кемеровской области с просьбами о продолжении строительства храма.
В 2008 году, по инициативе губернатора Кемеровской области Амана Тулеева, в рамках соглашения между областной администрацией и Кемеровской и Новокузнецкой епархией, было принято решение о возобновлении строительства собора, а также был создан благотворительный фонд, возобновлены и отправлены на доработку архитектурно-строительные документы. Дальнейшим строительством храма занялась строительная компания «Новокузнецк».

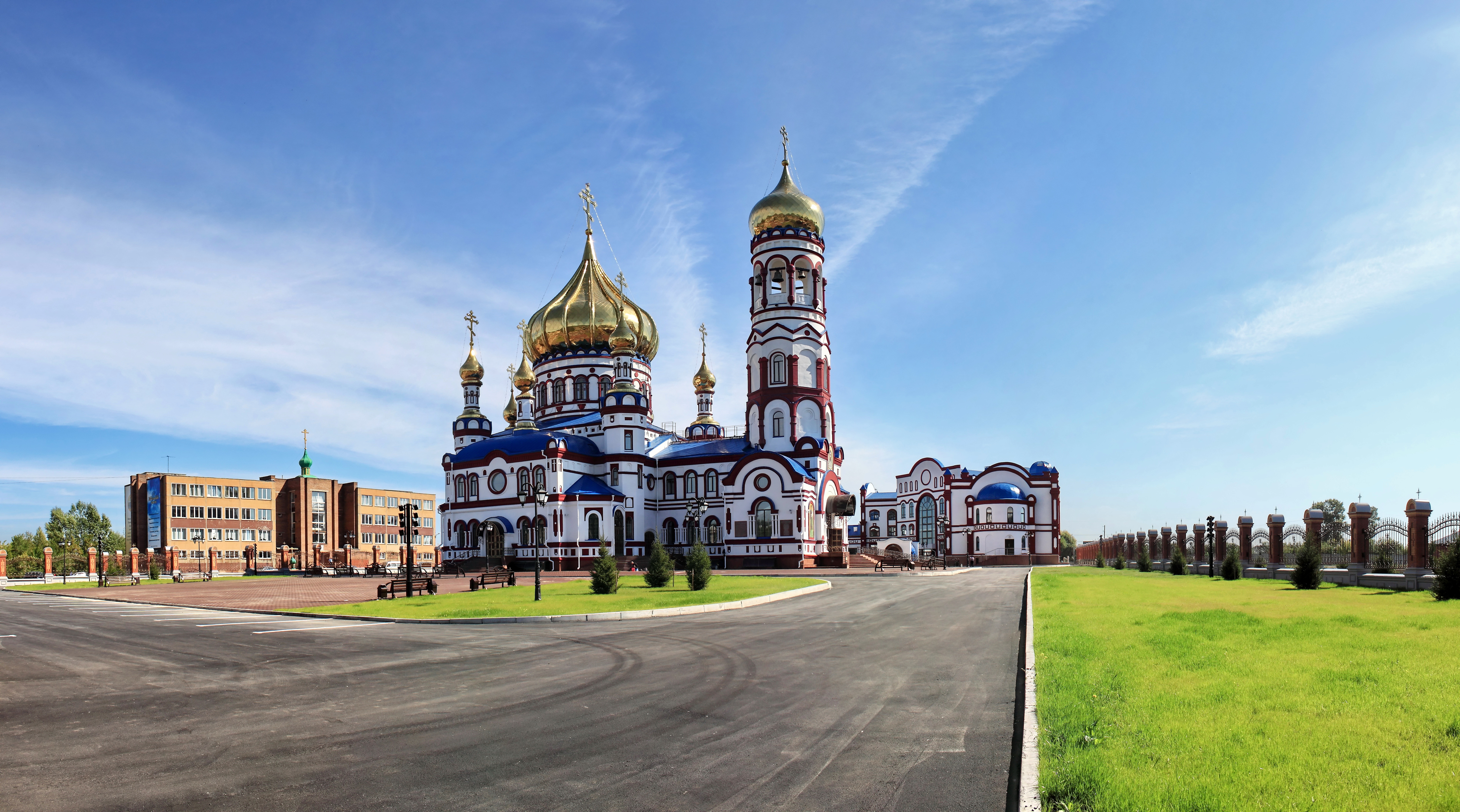
Храмовый комплекс

19 августа 2010 года были освящены восемь золочёных куполов с крестами и подняты на башни и колокольню строящегося храма. Главный купол, выполненный по типу центрального купола храма Христа Спасителя в Москве, из-за большого размера и веса собирался по частям уже непосредственно на месте — на центральном световом барабане. По окончании работ наивысшей точкой собора и всего Орджоникидзевского района стала маковка, венчающая колокольню, которая поднимается над землёй на 51,6 м. На колокольне установлены девять колоколов.
К началу 2011 года по главному корпусу храма были завершены общестроительные работы, выполнены работы по устройству инженерных сетей вентиляции, отопления, водоснабжения, канализации, электроснабжения и электроосвещения. В апреле 2011 года епископ Кемеровский и Новокузнецкий Аристарх совершил освящение закладного камня под строительство административно-хозяйственного комплекса при храме, а в мае началась роспись храма.
23 августа 2012 года храм был открыт для прихожан, а 25 августа 2013 года в один из профессиональных праздников горожан — День шахтёра Святейший Патриарх Московский и всея Руси Кирилл освятил храм.

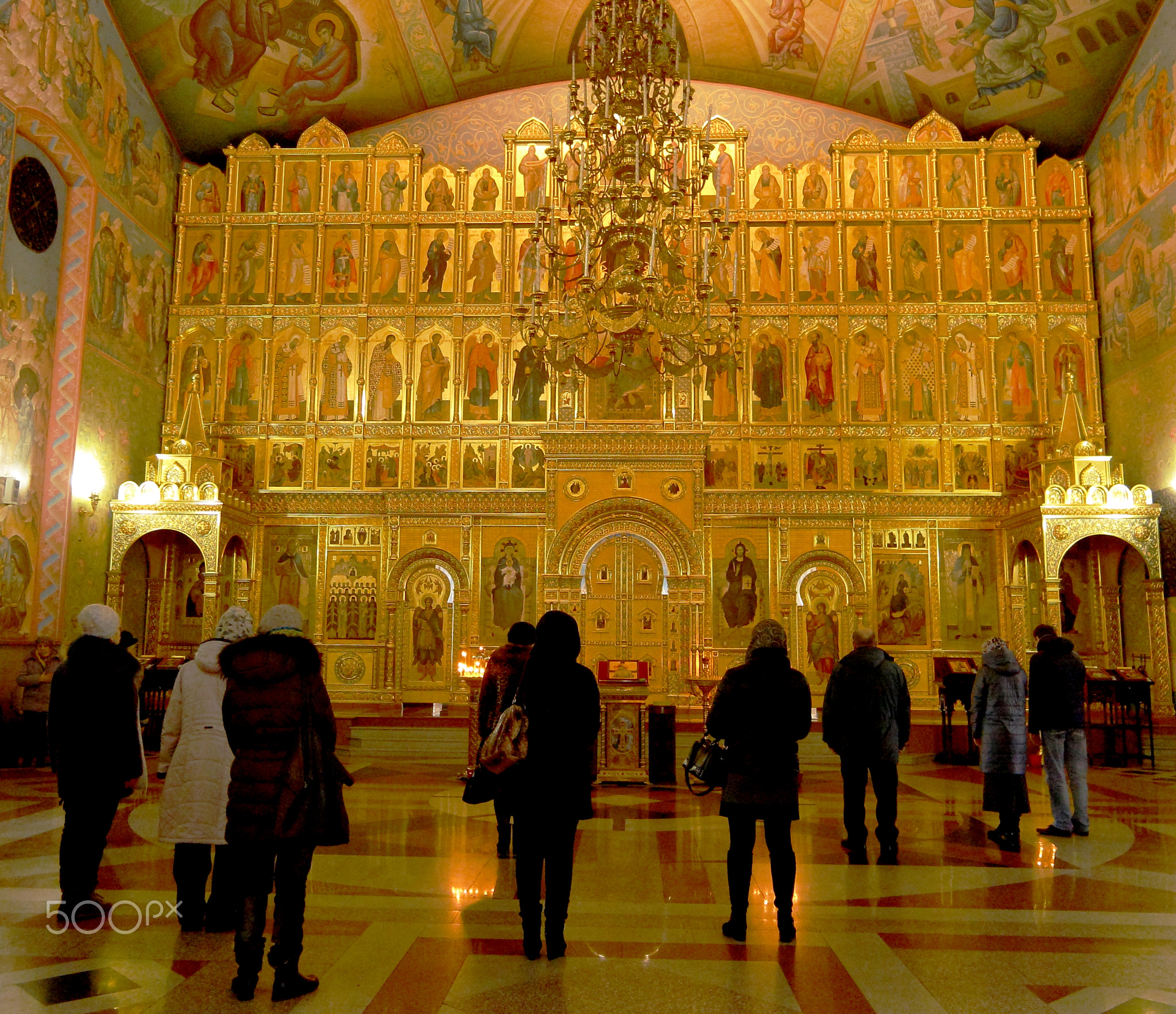
Иконостас собора

## Архитектурные особенности
Архитектура собора Рождества Христова представляет собой эклектическое соединение русско-византийского и неорусского стилей.
Собор построен по типу «корабль» и состоит из четырёх основных объёмов: апсиды, главного храма, трапезной и притвора, над которым возведена колокольня. Апсида главного храма в плане — квадрат со стороной 8 м, к которому примыкает полукруг с радиусом 3 м. Квадрат апсиды перекрыт лотковым сводом, полукруг — полукуполом. Проход в апсиду из главного храма — через арочный проём за иконостасом.
Главный храм представляет собой квадратный четверик со стороной 16 м, освещённый большим световым барабаном, перекрытым куполом. С южной и северной сторон к нему примыкают приделы, с западной — арочный проход в трапезную, над которым расположены хоры. В цокольном этаже под главным храмом расположена крестильная комната, под северным приделом — комната для оглашенных.
Собор увенчан девятью луковичными главами — огромной главой над куполом главного храма, четырьмя над башенками, пристроенными к углам четверика, тремя над престолами главного и придельных храмов и одной над колокольней.
Общая площадь собора составляет 3 391 м², вместимость — 2 200 человек.
Рядом с собором построено церковное здание с размещением в нём воскресной школы, музея православия, столовой, актового зала, библиотеки, гостиничных номеров, лекционных аудиторий, административных кабинетов, а также гаражного блока.

## Расписание богослужений
Понедельник — суббота:
- 07:00 — Молебен

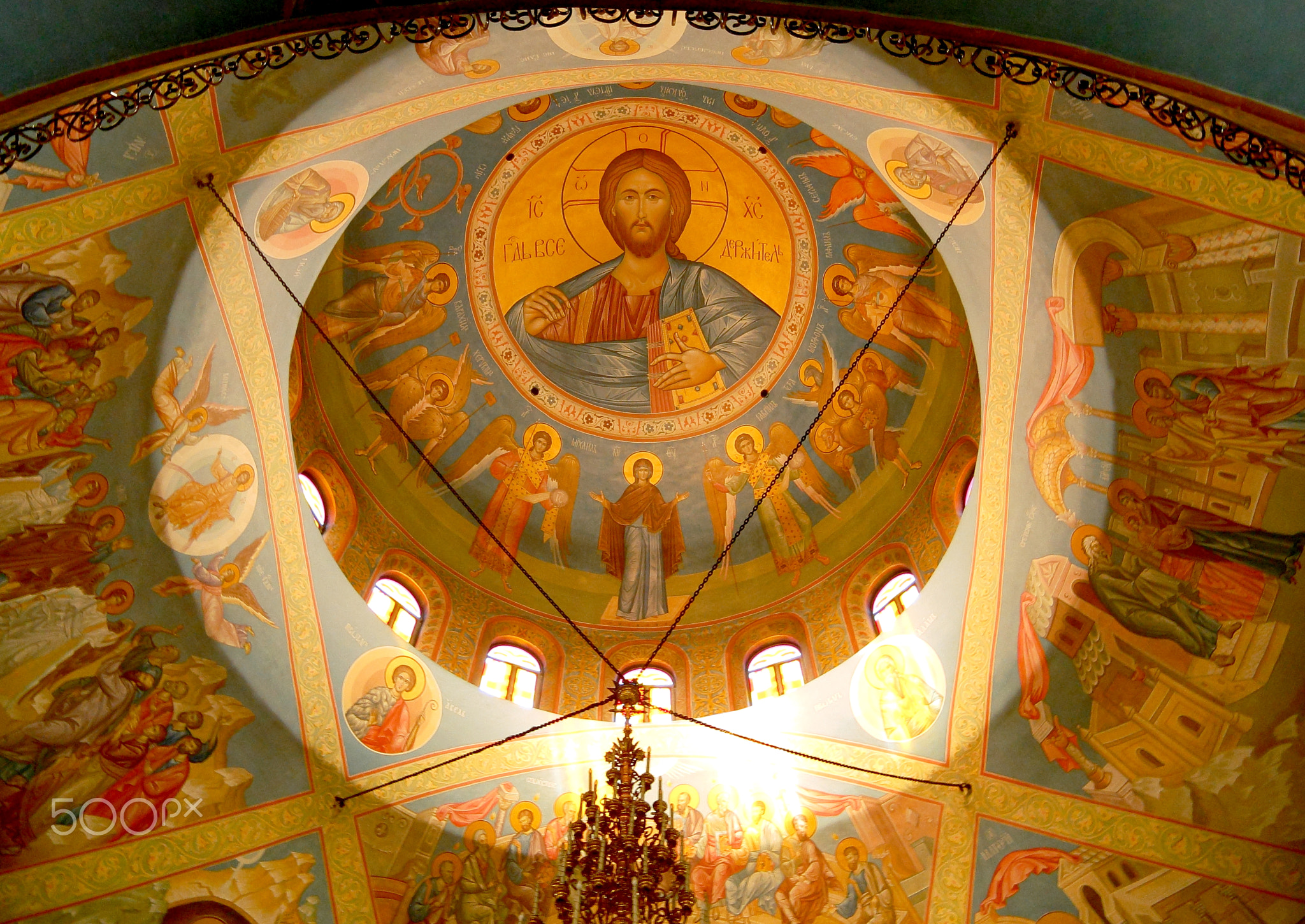
Роспись купола

- 07:30 — Литургия. По окончании — панихида.
- 17:00 — Вечернее богослужение.

Воскресение и праздничные дни:
- 07:00 — Литургия. По окончании — молебен.
- 09:00 — Литургия. По окончании — панихида.
- 17:00 — Вечернее богослужение.